# Butes (poeta)
Butes (en llatí Butas, en grec antic Βούρτας) fou un poeta grec de data incerta que va escriure uns versos elegíacs sobre la història primitiva de Roma.
D'aquesta obra Plutarc en va treure la referència per l'origen fabulós de la festa de les Lupercàlia. L'obra de Butes sembla que es titulava Αἴτια ("Origen, causes"), igual que una obra de Cal·límac, era una col·lecció de poemes elegíacs que tractaven sobre la fundació de ciutats, cerimònies religioses, tradicions locals i donava la causa i l'origen de faules, ritus i costums.